# Acridomyia fumisquama
Acridomyia fumisquama är en tvåvingeart som beskrevs av John Otterbein Snyder 1940. Acridomyia fumisquama ingår i släktet Acridomyia och familjen blomsterflugor.
Artens utbredningsområde är North Carolina. Inga underarter finns listade i Catalogue of Life.